# Dyschirius angustatus
Dyschirius angustatus – gatunek chrząszcza z rodziny biegaczowatych i podrodziny grzebielników.

## Taksonomia
Gatunek ten opisany został po raz pierwszy w 1830 roku przez Augusta Ahrensa pod nazwą Clivina angustata.

## Morfologia
Chrząszcz o mocno wydłużonym, prawie walcowatym ciele długości od 2,9 do 3,8 mm. Głowa jest czerwonobrązowa z rdzawobrązowymi głaszczkami i czułkami; te ostatnie bywają już od drugiego członu przyciemnione. Nadustek odznacza się brakiem zęba pośrodku przedniej krawędzi oraz obecnością głębokiej bruzdy w tyle. Ciemię jest silnie pomarszczone. Przysadziste, niewiele dłuższe niż szerokie przedplecze jest z wierzchu brązowe do czarnego z lekkim połyskiem metalicznym, od spodu zaś rdzawobrązowe. Obrzeżenie boków przedplecza wyraźnie sięga ku tyłowi do tylnego chetoporu (punktu szczecinkowego). Pokrywy są brązowe do czarnych z lekkim połyskiem metalicznym oraz z rdzawobrązowymi podgięciami. Rzędy pokryw są delikatniej niż u D. extensus zaznaczone. Powierzchnie pokryw mają po jednym chetoporze (punkcie szczecinkowym) przypodstawowym, po jednym chetoporze dyskalnym i po jednym chetoporze przedwierzchołkowym, natomiast pozbawione są chetoporów zabarkowych. Czasem trafiają się osobniki bez chetoporów dyskalnych. Szereg chetoporów w bocznych bruzdach pokryw jest rozlegle pośrodku przerwany. Skrzydła tylnej pary są w pełni wykształcone. Odnóża są rdzawobrązowe. Przednia ich para jest grzebna i ma na zewnętrznej krawędzi goleni rzucające się w oczy zęby, z których niższy jest duży, oraz niezakrzywioną dowewnętrznie ostrogę tak długą jak kolec wierzchołkowy. Odwłok jest czarny lub brązowy z rdzawobrązowym wierzchołkiem.

## Ekologia i występowanie
Owad rozmieszczony od nizin po góry. Zamieszkuje niezarośnięte pobrzeża wód płynących i stojących o podłożu piaszczystym lub gliniasto-piaszczystym, nasłonecznione do zacienionionych skarpy piaszczyste i lessowe oraz wyrobiska piasku. W przeciwieństwie do większości wałeczników spotykany jest także na stanowiskach suchszych, oddalonych od wody. Żyje w wykopanych w glebie norkach. Poluje na drobne bezkręgowce.
Gatunek palearktyczny, europejski, znany z Wielkiej Brytanii, Francji, Belgii, Holandii, Niemiec, Szwajcarii, Austrii, Włoch, Danii, Szwecji, Norwegii, Finlandii, Estonii, Łotwy, Polski, Czech, Słowacji, Węgier, Ukrainy, Mołdawii, Rumunii, Bułgarii, Bośni i Hercegowiny, Grecji oraz europejskiej części Rosji. Na wschód sięga po środkowe biegi Dniepru i Wołgi.
W Czechach jest bardzo rzadki, tylko lokalnie znajdywany. Na „Czerwonej liście gatunków zagrożonych Republiki Czeskiej” umieszczony jest jako gatunek narażony na wymarcie (VU). Również na Słowacji gatunek uchodzi za rzadkość.